# Dendryphantes honestus
Dendryphantes honestus là một loài nhện trong họ Salticidae.
Loài này thuộc chi Dendryphantes. Dendryphantes honestus được Carl Ludwig Koch miêu tả năm 1846.